# Uhart-Cize
Uhart-Cize (en euskera: Uharte-Garazi) es una localidad y comuna francesa, situada en el departamento de Pirineos Atlánticos, en la región de Aquitania. Pertenece al territorio histórico vascofrancés de Baja Navarra.
Administrativamente también depende del Distrito de Bayona y del cantón de Montaña Vasca.

## Etimología
Uharte deriva de ur arte, que significa "entre las aguas". 

## Geografía
La comuna está atravesada por el río Nive y sus afluentes: los ríos de Arnéguy, Laurhibar y  Beherobie; el riachuelo Pagolako y los arroyos de Landarreta y Suritz. 

## Heráldica
Cortado: 1º, en campo de oro, dos fajas ondeadas de azur, y franco cuartel de azur, cargado de un muro adiestrado de un porche cubierto, abierto y adjurado de azur y sumado de un campanario adjurado de lo mismo, todo de plata, mazonado de sable; medio partido plata, con tres fajas de gules, y 2º, en campo de azur, un manzano de su color natural, frutado de gules, terrasado de sinople , con una caldera de plata, puesta al pie del tronco, y cantonado de cuatro veneras de oro.

## Demografía
| Gráfica de evolución demográfica de Uhart-Cize entre 1800 y 2012 |
|                                                                  |

Fuentes: Ldh/EHESS/Cassini e INSEE.

## Lugares de interés

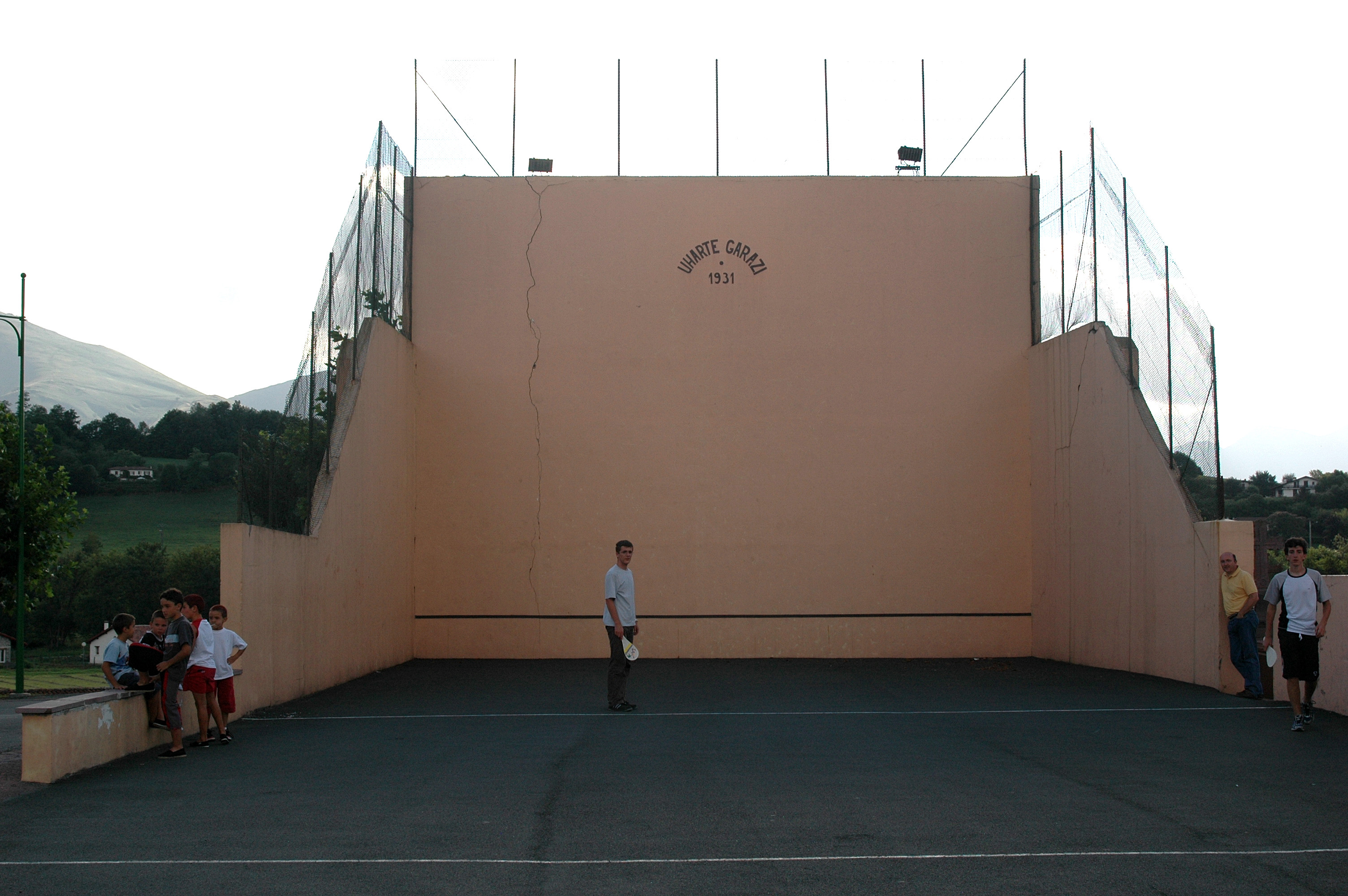
El frontón.

- Iglesia gótica Notre-Dame de l'Assomption

## Personalidades célebres
- Juan Huarte de San Juan, médico
- Jean Ybarnégaray, político, alcalde, ministro y fundador de la "Fédération Française de Pelote Basque".